# UFC Fight Night: Allen vs. Curtis 2
UFC Fight Night: Allen vs. Curtis 2（ユーエフシー・ファイトナイト：アレン・バーサス・カーティス・ツー、別名UFC Fight Night 240、UFC on ESPN+ 98）は、アメリカ合衆国の総合格闘技団体「UFC」の大会の一つ。2024年4月6日、ネバダ州ラスベガスのUFC APEXで開催された。

## 大会概要
本大会はブレンダン・アレンとクリス・カーティスのミドル級戦が組まれた。

## 試合結果

### プレリミナリーカード
第1試合 138.5ポンド契約 5分3R
○  ノーラ・コノール vs.  メリッサ・マリンズ ×
2R 3:06 TKO（ボディへの左膝蹴り→右ハイキック）
※両者の体重超過により女子バンタム級から変更。
第2試合 ミドル級 5分3R
○  セザル・アウメイダ vs.  ディラン・ブドゥカ ×
2R 2:13 TKO（パウンド）
第3試合 バンタム級 5分3R
○  ジェアン・マツモト vs.  ダン・アルグエタ ×
2R 4:59 ギロチンチョーク
第4試合 バンタム級 5分3R
○  ヴィクトル・ウーゴ vs.  ペドロ・ファルカオ ×
3R終了 判定3-0（30-27、29-28、29-28）
第5試合 女子バンタム級 5分3R
○  ノルマ・ドゥモン vs.  ジャーメイン・デ・ランダミー ×
3R終了 判定3-0（29-28、29-28、29-28）
第6試合 ヘビー級 5分3R
○  ルーカス・ブジェスキー vs.  ヴァルター・ウォーカー ×
3R終了 判定3-0（29-28、29-28、29-28）
第7試合 ウェルター級 5分3R
○  アレックス・モロノ vs.  コート・マッギー ×
3R終了 判定3-0（29-28、29-28、29-28）

### メインカード
第8試合 ライト級 5分3R
○  チャーリー・キャンベル vs.  トレバー・ピーク ×
3R終了 判定3-0（30-27、30-27、30-27）
第9試合 ライト級 5分3R
○  イグナシオ・バハモンデス vs.  クリストス・ジアゴス ×
1R 3:34 KO（左ハイキック）
第10試合 フェザー級 5分3R
○  チェぺ・マリスカル vs.  モルガン・シャリエール ×
3R終了 判定2-1（29-28、27-30、29-28）
第11試合 147.5ポンド契約 5分3R
○  デイモン・ジャクソン vs.  アレクサンダー・ヘルナンデス ×
3R終了 判定2-1（27-30、29-28、29-28）
※ヘルナンデスの体重超過によりフェザー級から変更。
第12試合 ヘビー級 5分5R
○  ブレンダン・アレン vs.  クリス・カーティス ×
5R終了 判定2-1（47-48、48-47、49-46）

### 各賞
ファイト・オブ・ザ・ナイト：チェぺ・マリスカル vs. モルガン・シャリエール
パフォーマンス・オブ・ザ・ナイト：イグナシオ・バハモンデス、セザル・アウメイダ
各選手にはボーナスとして5万ドルが授与された。

### カード変更
負傷などによるカードの変更は以下の通り。